# Feuillardier (dessert)
Pour les articles homonymes, voir Feuillardier.
Le feuillardier désigne une spécialité culinaire d'Éguzon (Indre) servie en dessert lors de la fête annuelle de la Châtaigne. C'est une pâtisserie composée d'un feuilleté fourré d'une ganache à la châtaigne.